# Kyros Vassaras
Kyros Vassaras (Grieks: Κύρος Βασάρας) (Thessaloniki, 1 februari 1966) is een Griekse voetbalscheidsrechter actief op mondiaal niveau. Vassaras was aanvankelijk een van de in totaal 23 scheidsrechters tijdens het Wereldkampioenschap voetbal 2006 in Duitsland, maar kwam bij de laatste test niet zonder kleerscheuren door de fitnesstest en moest daardoor het WK aan zich voorbij laten gaan.
Vassaras fluit sinds 2001 op internationaal niveau in dienst van de FIFA en de UEFA. Hij floot onder andere wedstrijden in de UEFA Champions League, de UEFA Cup, het Wereldkampioenschap voetbal 2002 en in EK- en WK-kwalificatiewedstrijden.

## Statistieken
| evenement                        | wed | Kreeg geel | Kreeg voor de tweede keer geel en dus rood | Weggestuurd |
| -------------------------------- | --- | ---------- | ------------------------------------------ | ----------- |
| UEFA Cup                         | 2   | 9          | 2                                          | 0           |
| UEFA Champions League            | 23  | 108        | 1                                          | 1           |
| Wereldkampioenschap voetbal 2002 | 1   | 7          | 0                                          | 0           |
| UEFA EK kwalificatie 2004        | 3   | 11         | 0                                          | 1           |
| UEFA WK kwalificatie 2006        | 5   | 28         | 1                                          | 1           |
| Wereldkampioenschap voetbal 2006 | 0   | 0          | 0                                          | 0           |
| EK voetbal 2008                  | 0   | 0          | 0                                          | 0           |
| Totaal                           | 34  | 163        | 4                                          | 3           |

* Bijgewerkt tot 11 april 2006